# Marinemedaille (Großbritannien)

Marinemedaille

Die goldene Marinemedaille (englisch Naval Gold Medal) war eine britische Verdienstmedaille, die an Offiziere der Royal Navy in den Koalitionskriegen von 1793 bis 1815 verliehen wurde.

Die Marinemedaille wurde in zwei Größen ausgegeben. 22 große Marinemedaillen wurden an Flaggoffiziere, Kommodore und Flottenkapitäne verliehen, 117 kleine Marinemedaillen an Kapitäne. Da für jede Aktion eine eigene Medaille verliehen wurde, konnte ein Träger mehrere Medaillen erhalten und tragen.

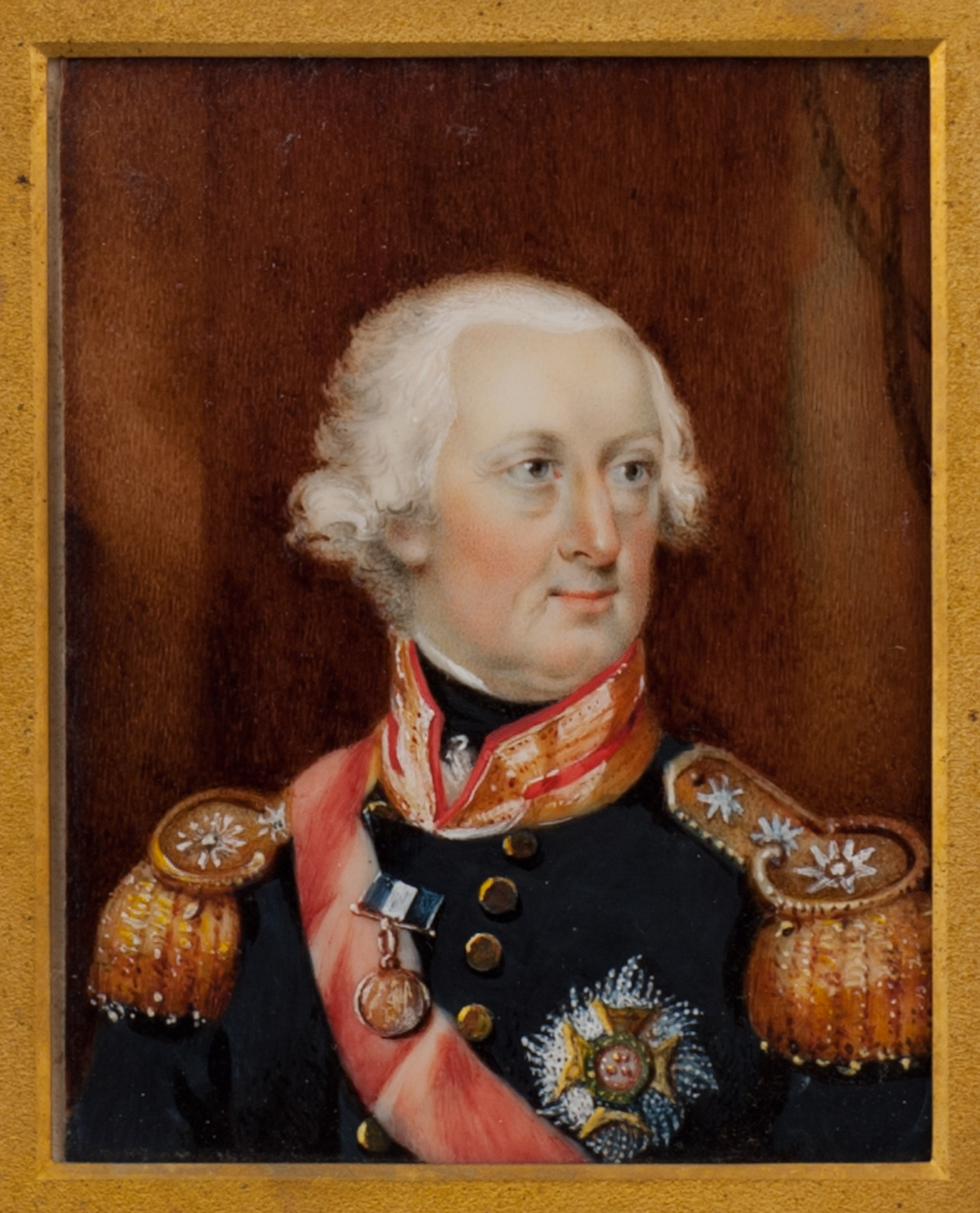
Admiral Knowles mit der kleinen Medaille für die Schlacht von St. Vincent

Die Verleihung der großen und kleinen Goldmedaille wurde nach 1815 eingestellt und durch die Ernennung zum Knight Commander bzw. Companion des Order of the Bath ersetzt.

## Aussehen und Trageweise
Die große Marinemedaille hat einen Durchmesser von 2 englischen Zoll (58 mm), die kleine von 1 1⁄3 Zoll (34 mm). Die Medaillen waren in einen Goldrahmen eingefasst und beidseitig mit Glas überzogen.
Das Avers zeigt die stehende Britannia mit einem Speer in der Hand, am Bug einer antiken Galeere, die von Victoria mit einem Lorbeerkranz gekrönt wird. Dahinter befindet sich ein ovaler Schild mit der Union Jack.
Das Revers zeigt Rang und Namen des Empfängers sowie das Ereignis und das Datum, für das die Medaille verliehen wurde. Die große Marinemedaille ist von einem Kranz aus Eichenlaub und Lorbeer umgeben.

Bandfarben

Die Medaille wurde an einem weißen, blau geränderten Band getragen, das für die große Marinemedaille 1 3⁄4 Zoll (44 mm) und für die kleine 1 1⁄2 Zoll (38 mm) breit war.
Große Marinemedaillen hatten eine Ringaufhängung, an der sie um den Hals getragen wurde. Die kleinen Marinemedaillen wurden an der linken Brust mit einer geraden Aufhängung getragen, normalerweise im Knopfloch. Sechs der großen Marinemedaillen für den 1. Juni 1794 wurden von König Georg III. an einer Goldkette verliehen.

## Geschichte
Die Marinemedaille wurde nach der Seeschlacht vom 1. Juni 1794 eingeführt, um Admiräle und Kapitäne für besondere Tapferkeit zu belohnen, sowie für diejenigen, die sich bei künftigen Gelegenheiten auszeichnen würden.
Trotz der Bitten von Lord Nelson wurde keine Medaille für die Seeschlacht von Kopenhagen (1801) genehmigt, da man befürchtete, die Dänen zu beleidigen.
Die 1847 eingeführte Naval General Service Medal verwendete das Band der Naval Gold Medal. Noch lebende Träger waren berechtigt, die Naval General Service Medal mit den entsprechenden Spangen zu beantragen.

## Verleihungen
| Handlung                                                                    | Datum                         | große Marinemedaillen | kleine Marinemedaillen |
| --------------------------------------------------------------------------- | ----------------------------- | --------------------- | ---------------------- |
| Seeschlacht vom 1. Juni 1794                                                | 1. Juni 1794                  | 8                     | 17                     |
| Seeschlacht bei Kap St. Vincent (1797)                                      | 14. Februar 1797              | 6                     | 15                     |
| Seeschlacht bei Camperduin                                                  | 11. Oktober 1797              | 2                     | 15                     |
| Seeschlacht bei Abukir                                                      | 1. August 1798                | 1                     | 14                     |
| Zurückeroberung der HMS Hermione durch die HMS Surprise                     | 25. Oktober 1799              | 0                     | 1                      |
| Schlacht von Trafalgar                                                      | 21. Oktober 1805              | 3                     | 27                     |
| Schlacht bei Cabo Ortegal                                                   | 4. November 1805              | 0                     | 4                      |
| Schlacht von San Domingo                                                    | 6. Februar 1806               | 2                     | 8                      |
| Eroberung von Curaçao durch die HMS Arethusa                                | 1. Januar 1807                | 0                     | 4                      |
| Eroberung der osmanischen Fregatte Badere Zaffere durch die Seahorse        | 5.–6. Juli 1808               | 0                     | 1                      |
| Eroberung der französischen Fregatte Thétis durch die HMS Amethyst          | 10. November 1808             | 0                     | 1                      |
| Eroberung der französischen Fregatte Furieuse durch die HMS Bonne Citoyenne | 6. Juli 1809                  | 0                     | 1                      |
| Invasion der Molukken                                                       | 9. August 1810                | 0                     | 1                      |
| Seeschlacht von Lissa (1811)                                                | 13. März 1811                 | 0                     | 4                      |
| Eroberung zweier US-Schiffe (Britisch-Amerikanischer Krieg)                 | 1. Juni 1813; 15. Januar 1815 | 0                     | 2                      |
| Eroberung der französischen Fregatte Étoile durch die HMS Hebrus            | 27. March 1814                | 0                     | 1                      |
| Eroberung des französischen Linienschiffs Rivoli durch die HMS Victorious   | 22. Februar 1812              | 0                     | 1                      |
| Insgesamt                                                                   |                               | 22                    | 117                    |

Nur drei Marineoffiziere erhielten öfter als zweimal die große Marinemedaille:

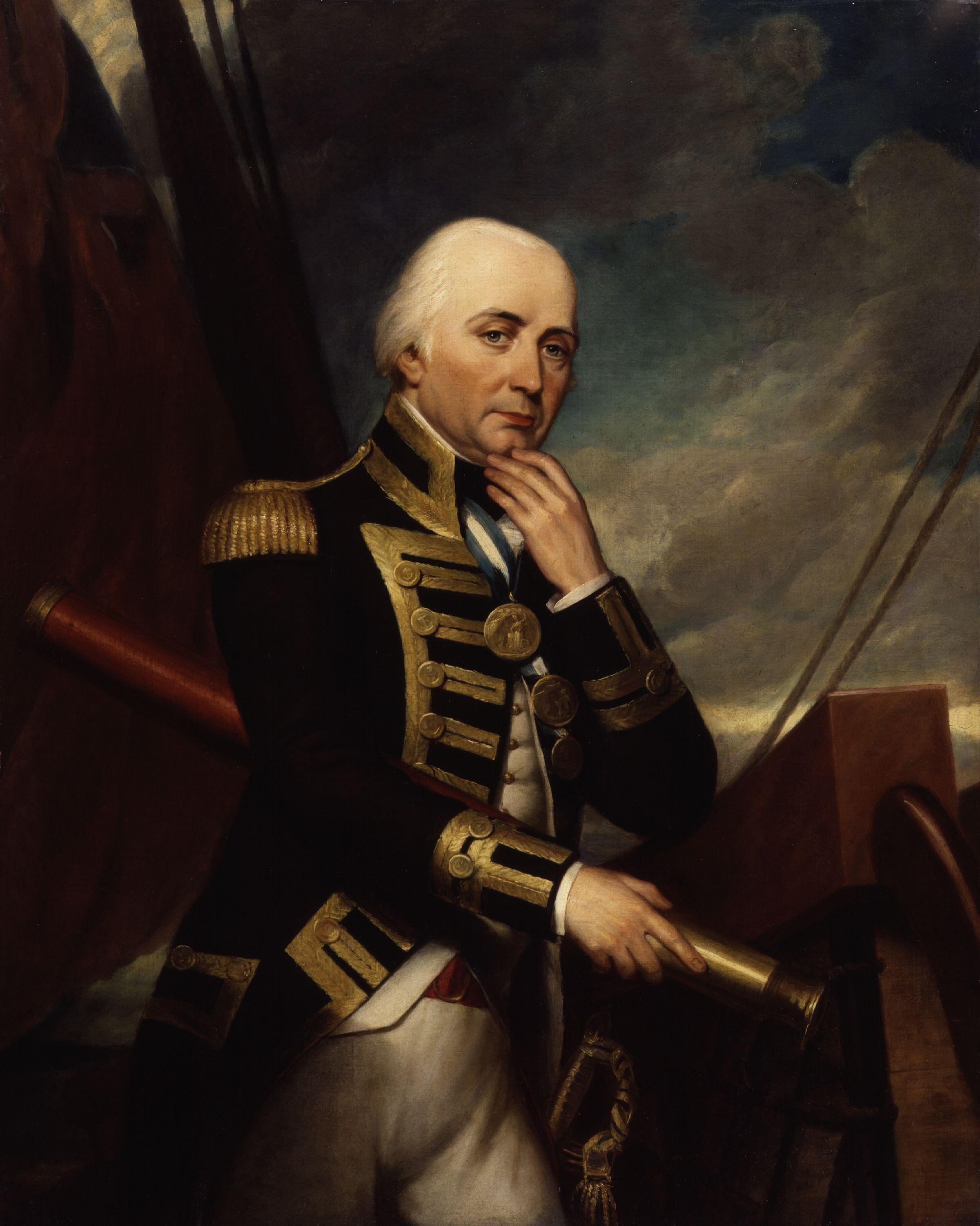
Cuthbert Collingwood, 1. Baron Collingwood mit drei großen Marinemedaillen

- Lord Collingwood für den 1. Juni 1794, St. Vincent und Trafalgar
- Viscount Nelson für St. Vincent, Abukir und (posthum) Trafalgar
- Sir Edward Berry für Abukir, Trafalgar und San Domingo

Die große Marinemedaille trugen unter anderem:
- Viscount Duncan für Camperduin

Wappen von Adam Duncan mit der Marinemedaille für die Seeschlacht bei Camperduin

- Alexander Hood für den 1. Juni 1794
- Earl Howe für den 1. Juni 1794
- John Jervis, 1. Earl of St. Vincent für St. Vincent

Nach dem 1. Juni erhielten alle Kapitäne von Schiffen, die an einer ausgezeichneten Handlung teilnahmen, die kleine Marinemedaille. So wurde sie auch William Bligh verleihen, dem früheren Schiffskapitän der Bounty, der während der Seeschlacht bei Camperduin Kapitän der HMS Director war.